# Efate raptor
Efate raptor är en spindelart som beskrevs av Berry, Beatty, Prószynski 1996. Efate raptor ingår i släktet Efate och familjen hoppspindlar. Inga underarter finns listade i Catalogue of Life.